# Region Stuttgart
Die Region Stuttgart ist eine von zwölf Raumordnungs- und Planungsregionen in Baden-Württemberg. Sie umfasst die Landeshauptstadt Stuttgart (Stadtkreis) und die fünf Landkreise Böblingen, Esslingen, Göppingen, Ludwigsburg und Rems-Murr-Kreis mit insgesamt 179 Städten und Gemeinden. Die Region Stuttgart zählt etwa 2,8 Millionen Einwohner (31. Dezember 2023).

## Geographie
Die Region Stuttgart erstreckt sich von Nordwesten nach Südosten 90 Kilometer und von Südwesten nach Nordosten 80 Kilometer auf einer Fläche von 3654 Quadratkilometern. Der geographische Mittelpunkt der Region liegt nach Berechnungen des Landesvermessungsamts Baden-Württemberg im Süden des Landkreises Rems-Murr wenige Hundert Meter östlich des Teilortes Weinstadt-Strümpfelbach in einem Weinberg. Ein nach der Rebflurreform gesetzter großer Findling, der Vogelstein, liegt fast genau im regionalen Mittelpunkt.
Etwa 90 Kilometer, ein Viertel der Gesamtlänge des Neckars, liegen in der Region, davon sind ungefähr 70 Kilometer Bundeswasserstraße, ab Plochingen. Dort mündet die Fils ein, mit 50 Kilometer der längste Zufluss innerhalb der Region; es folgen die Murr (45 Kilometer), die Rems (35 Kilometer) und die Enz (30 Kilometer).
Topographisch liegt die Region zwischen 170 m ü. NN (Neckar bei Kirchheim am Neckar) und 837,8 m ü. NN (Weilerhöhe bei Hohenstadt).

### Flächenaufteilung
Nach Daten des Statistischen Landesamtes, Stand 2016.

### Einwohnerentwicklung
In der Region Stuttgart leben rund 2,8 Millionen Menschen, dies entspricht einem Viertel der Gesamtbevölkerung Baden-Württembergs bei rund einem Zehntel der Fläche. 765 Menschen wohnen im Durchschnitt pro Quadratkilometer in der Region.
Die Einwohnerzahlen sind Volkszählungsergebnisse (¹) oder amtliche Fortschreibungen des Statistischen Landesamts Baden-Württemberg (nur Hauptwohnsitze).
| Datum             | Einwohner |
| ----------------- | --------- |
| 31. Dezember 1973 | 2.373.268 |
| 31. Dezember 1975 | 2.341.099 |
| 31. Dezember 1980 | 2.369.273 |
| 31. Dezember 1985 | 2.348.272 |
| 25. Mai 1987 ¹    | 2.361.412 |
| 31. Dezember 1990 | 2.484.360 |
| 31. Dezember 1995 | 2.566.950 |
| 31. Dezember 2000 | 2.613.379 |
| 31. Dezember 2005 | 2.667.766 |

| Datum             | Einwohner |
| ----------------- | --------- |
| 31. Dezember 2010 | 2.678.795 |
| 9. Mai 2011 ¹     | 2.626.864 |
| 31. Dezember 2015 | 2.735.425 |
| 31. Dezember 2016 | 2.757.930 |
| 31. Dezember 2017 | 2.778.591 |
| 31. Dezember 2018 | 2.787.724 |
| 31. Dezember 2019 | 2.794.558 |
| 31. Dezember 2021 | 2.783.899 |

## Verband Region Stuttgart

Logo des Verbandes Region Stuttgart

Der Verband Region Stuttgart, eine Körperschaft des öffentlichen Rechts, ist als einer von zwölf Regionalverbänden in Baden-Württemberg die politische und administrative Instanz der Region Stuttgart. Sein Vorläufer ist der 1973 gegründete Regionalverband Mittlerer Neckar, der 1992 in Regionalverband Stuttgart umbenannt wurde. Dieser wurde durch das Gesetz über die Errichtung des Verbands Region Stuttgart vom 7. Februar 1994 schließlich in den Verband Region Stuttgart überführt. Der neue Verband erhielt dabei neben der Regionalplanung weitergehende Aufgaben (s. u.) und als einziger Regionalverband in Baden-Württemberg eine direkt gewählte Vertretung, die Regionalversammlung des Verbands Region Stuttgart. Diese wird von den Wahlberechtigten auf fünf Jahre gewählt.
Weitere Organe des Verbands sind der von der Regionalversammlung aus seiner Mitte auf fünf Jahre gewählte ehrenamtlich tätige Verbandsvorsitzende und der ebenfalls von der Regionalversammlung auf acht Jahre gewählte Regionaldirektor, welcher hauptamtlicher Beamter auf Zeit ist. Der Regionaldirektor vertritt den Verband und leitet die Verwaltung der Region. Seinen Sitz hat er in der Geschäftsstelle des Verbands in Stuttgart. Der Verband unterhält auch ein Büro in Brüssel.
Der Etat des Verbands Region Stuttgart für das Jahr 2021 beträgt 418,2 Millionen Euro (2020: 442 Millionen Euro).

### Aufgaben
Der Verband Region Stuttgart erfüllt wichtige Zukunftsaufgaben vor allem in den drei Bereichen (Nah-)Verkehr, Regionalplanung und Wirtschaftsförderung. Die Aufgaben sind im Gesetz über die Errichtung des Verbands Region Stuttgart festgelegt. Um seine Aufgaben zu erfüllen, beteiligt sich der Verband Region Stuttgart erfolgreich an nationalen und internationalen Wettbewerben sowie Projekten. Er ist Impulsgeber, Ansprechpartner und Moderator für zentrale Fragen des Wirtschafts- und Lebensraumes Region Stuttgart. Er geht innovative Wege, um Antworten auf Fragen der Mobilität, des Flächenverbrauchs oder der demografischen Entwicklung zu geben.

#### Pflichtaufgaben
- Regionale Raumordnung (Regionalplanung) inklusive Regionalentwicklung und Beratung der Gemeinden bei der Raumentwicklung
- Landschaftsrahmenplanung
- Konzeption und Planung des Landschaftsparks Region Stuttgart
- regionale Verkehrsplanung
- Regional bedeutsamer Öffentlicher Personennahverkehr (u. a. Trägerschaft der S-Bahn, Expressbusse)
- Regionales Verkehrsmanagement (u. a. regionales Park & Ride-Konzept)
- regionale Wirtschaftsförderung
- Teile der Abfallentsorgung
- Regionales Tourismusmarketing

Zusätzlich erfüllt der Verband Region Stuttgart weitere Aufgaben in Sport, Kultur, Gesellschaft und Wissenschaft. Zum Aufgabenspektrum gehören Kultur- und Sportveranstaltungen, regional bedeutsame Messen und Kongresse sowie die Trägerschaft des Landschaftsparks Region Stuttgart in Kooperation mit Gemeinden (Co-Finanzierung von Projekten). Er engagiert sich zudem zusammen mit der Wirtschaftsförderung Region Stuttgart mit einem Europabüro in Brüssel und ist in zahlreichen internationalen Netzwerken vertreten (z. B. Metrex oder Polis).

#### Regionalplanung
Der Verband Region Stuttgart ist Träger der regionalen Raumplanung (Regionalplanung). Wichtigstes Instrument ist dabei der Regionalplan nach § 9 ROG. Er weist folgende Zentrale Orte aus:

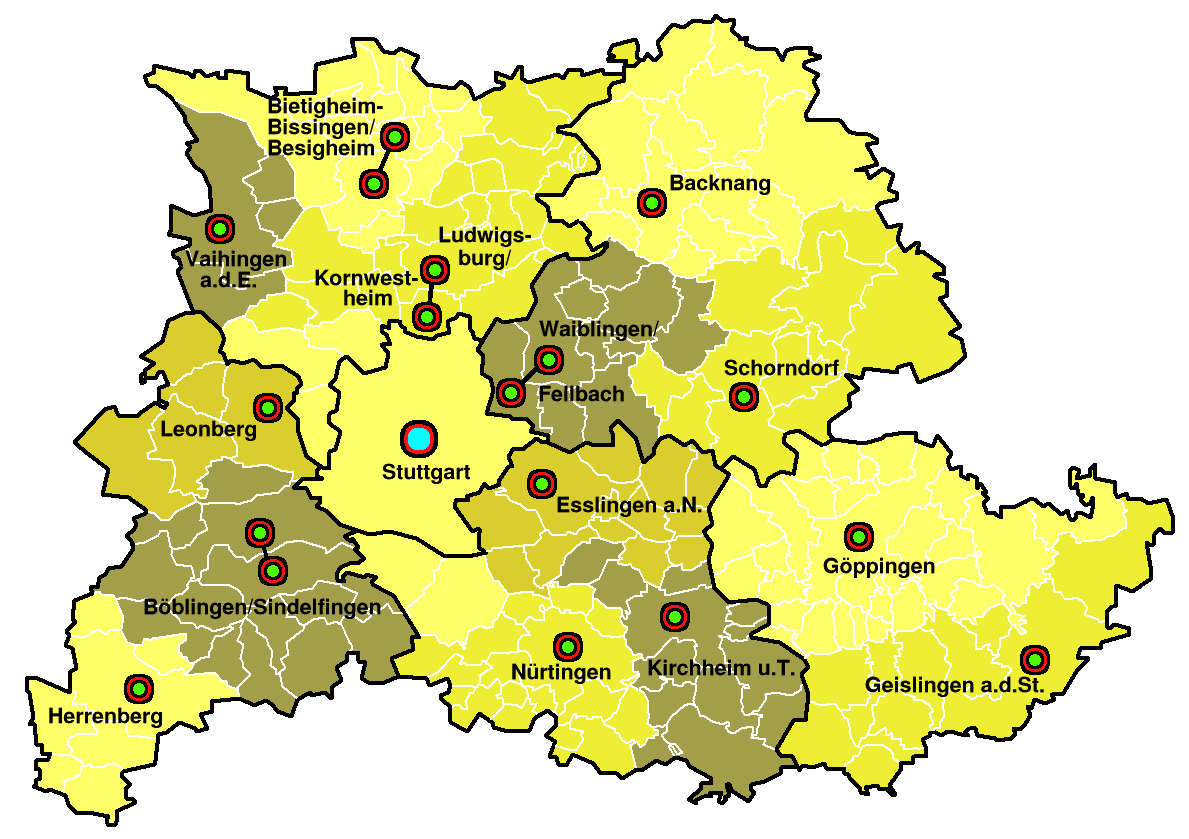
Karte der Mittelbereiche in der Region Stuttgart

| Oberzentrum - Stuttgart - Stuttgart-Mitte - Bad Cannstatt (Kernstadt) - Feuerbach (Kernstadt) - Vaihingen (Kernstadt) - Weilimdorf (Kernstadt) - Zuffenhausen (Kernstadt) Mittelzentren - Backnang - Bietigheim-Bissingen (Stadtteil Bietigheim)/Besigheim - Böblingen/Sindelfingen - Esslingen am Neckar - Geislingen an der Steige - Göppingen - Herrenberg - Kirchheim unter Teck - Leonberg - Ludwigsburg/Kornwestheim - Nürtingen - Schorndorf - Vaihingen an der Enz - Waiblingen/Fellbach Unterzentren - Ditzingen - Donzdorf - Filderstadt (Stadtteil Bernhausen) - Leinfelden-Echterdingen (Stadtteile Leinfelden und Echterdingen) - Marbach am Neckar - Murrhardt - Ostfildern (Stadtteil Nellingen) - Plochingen - Weil der Stadt - Weinstadt (Stadtteil Endersbach) - Welzheim - Winnenden | Kleinzentren - Alfdorf (Hauptort) - Bad Boll (Hauptort) - Böhmenkirch (Hauptort) - Bönnigheim (Kernstadt) - Deggingen (Hauptort) - Ebersbach an der Fils (Kernstadt) - Eislingen/Fils (Kernstadt) - Freiberg am Neckar (Kernstadt) - Gäufelden (Ortsteil Nebringen) - Gerlingen (Kernstadt) - Großbottwar (Kernstadt), Oberstenfeld (Hauptort) - Holzgerlingen (Kernstadt) - Korntal-Münchingen (Stadtteil Korntal) - Lenningen (Ortsteil Oberlenningen) - Neckartenzlingen (Hauptort) - Neuffen (Kernstadt) - Plüderhausen (Hauptort) - Rechberghausen (Hauptort) - Reichenbach an der Fils (Kernstadt) - Remshalden (Kernstadt) - Renningen (Kernstadt) - Rudersberg (Hauptort) - Sachsenheim (Kernstadt Großsachsenheim) - Steinheim an der Murr (Kernstadt) - Sulzbach an der Murr (Hauptort) - Uhingen (Kernstadt) - Waldenbuch (Hauptort) - Weilheim an der Teck (Kernstadt) - Wendlingen am Neckar (Kernstadt) - Wiesensteig (Kernstadt) |

Als Teil eines bundesweiten Planungssystems greift der Regionalplan die raumordnerischen Leitbilder und Konzepte der Bundesraumordnung sowie der Landesentwicklungspläne auf und konkretisiert diese.
Der Regionalplan stellt ein für alle öffentlichen Planungsträger verbindliches raumplanerisches Gesamtkonzept dar und ermöglicht den 179 Städten und Gemeinden der Region Stuttgart eine nachhaltige und langfristig verträgliche Entwicklung.
Der aktuelle Regionalplan wurde am 22. Juli 2009 von der Regionalversammlung als Satzung beschlossen und am 19. Oktober 2010 vom Wirtschaftsministerium Baden-Württemberg ohne Auflagen genehmigt.

#### Verkehr
Der Verband Region Stuttgart ist verantwortlich für die regionale Verkehrsplanung und den regional bedeutsamen öffentlichen Personennahverkehr. Zudem übernimmt er das regionale Verkehrsmanagement und baut zum Beispiel das regionale Park & Ride Konzept aus. Im Rahmen des Verkehrsmanagements werden die Verknüpfung verschiedener Verkehrsmittel sowie verkehrsmittelübergreifende Strategien gefördert. Das geschieht zum Beispiel über die Bereitstellung einer regionalen Mobilitätsplattform sowie die Entwicklung regionaler Mobilitätspunkte.
Im Regionalverkehrsplan trifft er längerfristige Prognosen der Verkehrsentwicklung und benennt und bewertet dringliche Maßnahmen zur Bewältigung des Verkehrs. Dazu gehören Stellungnahmen, Gutachten und Untersuchungen bezüglich der Erweiterung und des Neubaus von Straßen und Schienenwegen, durch die der Schienenverkehr stetig weiterentwickelt wird. Der fortgeschriebene Regionalverkehrsplan wurde von der Regionalversammlung am 18. Juli 2018 verabschiedet. Hier wurden erstmals Umwelt-Wirkungen mit Hilfe einer Strategischen Umweltprüfung sowie eines Climate Proofing zur Untersuchung der maßnahmenbedingten Wirkungen auf die CO2-Emissionen einbezogen.
Der Verband ist Träger der S-Bahn Stuttgart und Gesellschafter des Verkehrs- und Tarifverbundes Stuttgart. Er beteiligt sich ferner an der Finanzierung von Stuttgart 21. Ein gedeckelter Beitrag von 100 Millionen Euro wird in Teile des Projekts eingebracht, die dazu beitragen, den Nahverkehr in der Region zu verbessern.
Gemäß einer Finanzierungsvereinbarung erhält der VRS für die S-Bahn Stuttgart von 2018 bis 2031 mindestens 9,1 % der Regionalisierungsmittel des Landes, also 88 Millionen Euro im Jahr 2018. Nach einer Vereinbarung vom April 2021 erhält der Verband Region Stuttgart künftig 9,9 Prozent der vom Bund auf Baden-Württemberg entfallenden Regionalisierungsmittel. Der Verband Region Stuttgart gibt den Takt der S-Bahn vor und arbeitet stetig am Ausbau und der Verbesserung des Angebots (zum Beispiel der 15-Minuten-Takt oder die S-Bahn nach Nürtingen).
Neben der S-Bahn betreibt der Verband Region Stuttgart seit 2016 den Expressbus Relex. Das Angebot umfasst drei Linien und bietet schnelle Verbindungen auf Tangentialstrecken sowie eine Flughafenanbindung.
Von rund 418,2 Millionen Euro im Haushalt 2021 des Verbands Region Stuttgart entfallen 380,5 Millionen Euro auf den Verkehrshaushalt.

#### Wirtschaftsförderung

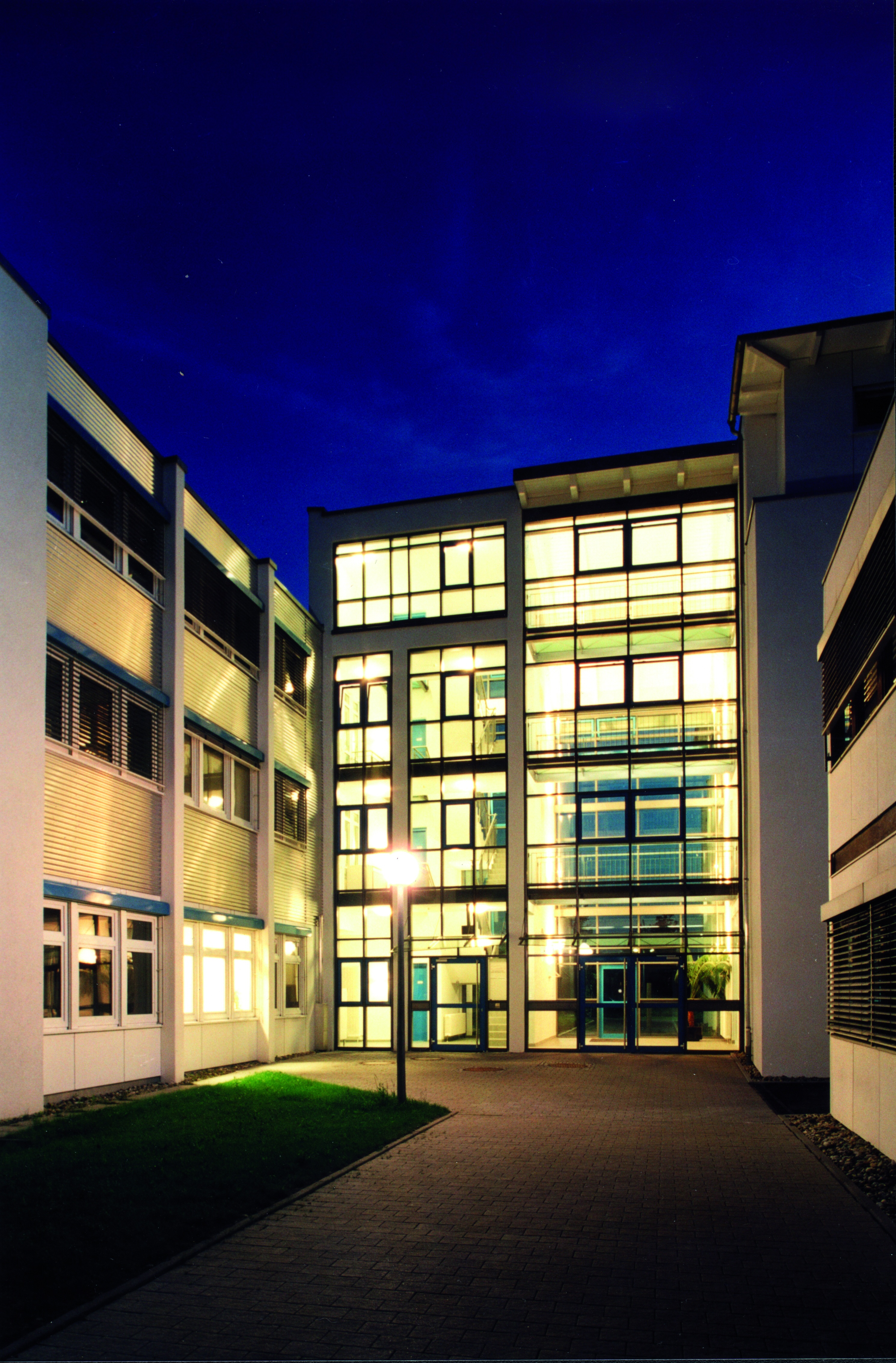
Softwarezentrum Böblingen/Sindelfingen – ein Beispiel für Regionale Kompetenz- und Innovationszentren

Zur Wahrnehmung der gesetzlich verankerten Aufgabe der regional bedeutsamen Wirtschaftsförderung gründete der Verband 1995 gemeinsam mit weiteren Gesellschaftern die Wirtschaftsförderung Region Stuttgart GmbH (WRS). Neben der Anwerbung und Betreuung von Unternehmen, die sich in der Region Stuttgart ansiedeln wollen (Exogene Wirtschaftsförderung), beraten und betreuen die rund 50 Mitarbeiter der WRS im Rahmen der Standortentwicklung bereits ansässige Unternehmen (Endogene Wirtschaftsförderung).
Neben der klassischen Wirtschaftsförderung im engeren Sinne (etwa mittels Vermarktung von Gewerbeflächen, Betreuung von Investoren bei der Standortsuche sowie Standortmarketing) liegt ein Schwerpunkt der Wirtschaftsförderungsaktivitäten der Region Stuttgart in der Unterstützung bestimmter Branchen-Cluster. Dazu gehören u. a.:
- Automobilbau, Fahrzeugbau
- Maschinenbau, Produktionstechnik
- Energie- und Umwelttechnik
- Informationstechnologie (besonders im Bereich von Open-Source-Software)
- Gesundheitswirtschaft
- Luft- und Raumfahrttechnik
- Kreativwirtschaft.

Zur Unterstützung dieser Branchen initiiert, koordiniert und betreut die WRS Branchennetzwerke (z. B. die Clusterinitiative Automotive CARS, die MedienInitiative Region Stuttgart oder die Initiative Open Source Region Stuttgart), organisiert Fachkonferenzen (wie etwa den jährlichen Brennstoffzellen-Kongress f-cell) und erhebt und veröffentlicht verschiedene Brancheninformationen.
Um Schülern, Studierenden, Absolventen und Young Professionals die Arbeitgeberattraktivität der KMU aus der Region Stuttgart aufzuzeigen, hat die WRS im Internet das Arbeitgeberverzeichnis Region Stuttgart eingerichtet. Dort haben Unternehmen die Möglichkeit, sich mit einem ausführlichen Arbeitgeberprofil und ihren aktuellen Angeboten für Nachwuchskräfte vorzustellen.
Um den Wissenstransfer und die Kontakte zwischen Wirtschaft und Wissenschaft zu verbessern, wurden in der Region ferner 15 Kompetenz- und Innovationszentren eingerichtet, in denen Unternehmen, Hochschulen und Forschungseinrichtungen gemeinsam und interdisziplinär an branchenbezogen Projekten arbeiten. Beispiele für solche Kompetenz- und Innovationszentren sind das Virtual Dimension Center (VDC, Kompetenzzentrum für Virtuelle Realität in Fellbach), das Kompetenznetzwerk Mechatronik in Göppingen, das Packaging Excellence Center (PEC, Kompetenzzentrum für Verpackungs- und Automatisierungstechnik) in Waiblingen oder das Softwarezentrum Böblingen/Sindelfingen.
Weitere Aktivitäten zielen u. a. auf die Versorgung mit Fachkräften (etwa durch die Verbesserung der Vereinbarkeit von Familie und Beruf und Modellprojekte zur Qualifizierung von Arbeitskräften) sowie auf die Unterstützung von Unternehmensgründungen (beispielsweise durch das Partnernetz für Unternehmensgründungen aus Stuttgarter Hochschulen (PUSH) oder die Vermittlung zwischen Gründern und privaten Kapitalgebern; vgl. auch: Business Angels). Für die Förderung der in der Region besonders starken Musikwirtschaft sowie der Filmwirtschaft wurden zudem zwei separate Einrichtungen aufgebaut: Die Film Commission Region Stuttgart und das Popbüro Region Stuttgart.

### Verbandsvorsitzende
Der ehrenamtliche Verbandsvorsitzende ist Vorsitzender der Regionalversammlung, aus deren Mitte er und seine Stellvertreter gewählt werden. Er bereitet die Sitzungen der Regionalversammlung sowie deren Ausschüsse vor und leitet diese. Dabei wird er von seinen Stellvertretern unterstützt.
Die Bezeichnungen lauteten: 1974–1994 „Vorsitzender des Regionalverbands Mittlerer Neckar“ bzw. „Vorsitzender des Regionalverbands Stuttgart“; ab 1994 „Vorsitzender des Verbands Region Stuttgart“.
- März 1974 bis 1. Oktober 1994: Walter Hirrlinger (SPD)
- 19. Oktober 1994 bis 29. März 1995: Hans Jochen Henke (CDU)
- 29. März 1995 bis 26. Juni 1996: Wolfgang Rückert (CDU)
- 26. Juni 1996 bis 7. Dezember 1999: Eberhardt Palmer (CDU)
- 7. Dezember 1999 bis 21. August 2000: Helmut Xander (CDU)
- 20. September 2000 bis 31. Dezember 2006: Jürgen Fritz (CDU)
- 1. Januar 2007 bis 18. September 2024: Thomas Bopp (CDU)
- seit 18. September 2024: Rainer Wieland (CDU)

### Verbandsdirektoren bzw. Regionaldirektoren
Der Regionaldirektor wird als Beamter auf Zeit von den Mitgliedern der Regionalversammlung auf acht Jahre gewählt. Er vertritt den Verband Region Stuttgart, leitet die Verbandsverwaltung und vollzieht die Beschlüsse der Regionalversammlung.
Die Bezeichnungen lauteten: 1974–1994 Verbandsdirektor des Regionalverbands Mittlerer Neckar bzw. Verbandsdirektor des Regionalverbands Stuttgart; ab 1994 Regionaldirektor des Verbands Region Stuttgart.
- 1. Februar 1974 bis 1. Oktober 1994: Erich Stoll
- 1. Oktober 1994 bis 25. September 2008: Bernd Steinacher (1956–2008)
- 1. Juli 2009 bis 1. Juli 2013: Jeannette Wopperer
- 19. März 2014 bis März 2022: Nicola Schelling
- seit März 2022: Alexander Lahl

## Infrastruktur
Die Region Stuttgart ist durch ein dichtes Straßennetz von Autobahnen, Bundes- und Kreisstraßen erschlossen. Die vier- bis sechsspurig ausgebauten Bundesstraßen laufen sternförmig auf die Landeshauptstadt zu. Es gibt wenig leistungsstarke Tangentialverbindungen. Die beiden Autobahnen A 8 und A 81 treffen sich in der Region am Leonberger Dreieck, einem der am stärksten befahrenen Autobahnknoten in Deutschland. Der Stuttgarter Hauptbahnhof ist Knoten für den Fern-, Regional- und S-Bahn-Verkehr. Im Umkreis von 100 Kilometern erreicht man so rund 12 Mio. Menschen.
Der Stuttgarter Flughafen ist zu einem europäischen Knotenpunkt für fast 60 Fluggesellschaften geworden. 10 Millionen Fluggäste benutzen ihn jährlich, und 65.000 Tonnen Luftfracht werden hier verladen (Stand 2019). Angeboten werden Flüge zu über 120 Zielen in über 40 Ländern.
Durch den Stuttgarter Hafen ist die Region an das innerdeutsche und westeuropäische Wasserstraßennetz angeschlossen. Frachtschiffe mit bis zu 2800 Tonnen Tragfähigkeit werden hier täglich be- und entladen. Um die große Zahl an Pendlern in der Region bewältigen zu können und die Straßen zu entlasten, gibt es das Angebot des Verkehrs- und Tarifverbund Stuttgart (VVS). Allein das S-Bahn-Netz hat eine Länge von 215 Kilometern und bedient 83 Haltestellen.
Der Freizeitverkehr macht das Gros der Wege der rund 2,8 Millionen Bewohner der Region aus. Rund 800.000 Menschen, rund drei Viertel der sozialversicherungspflichtig Beschäftigten in der Region arbeiten nicht an dem Ort, an dem sie wohnen.

## Wirtschaft
In der Region Stuttgart wurde im Jahre 2005 ein Bruttoinlandsprodukt von 92 Milliarden Euro erwirtschaftet, dies entspricht knapp 30 % der Wertschöpfung Baden-Württembergs, einem Anteil von 4,1 % am gesamtdeutschen Bruttoinlandsprodukt, oder der Größenordnung jenes in den EU-Staaten Irland oder Finnland. 2009 lag das BIP bei 101 Milliarden Euro – in etwa der Größenordnung des EU-Staates Ungarn.
Pro Einwohner entspricht das BIP der Region Stuttgart ca. 35.000 Euro, pro Erwerbstätigem ca. 64.000 Euro.
Die regionale Kaufkraft liegt bei 19.000 Euro pro Kopf.
Das Gewerbesteueraufkommen je Einwohner betrug im Jahr 2005 527 Euro.
Der mittlere Schuldenstand der Gemeinden je Einwohner betrug 354 Euro.
In der Region Stuttgart gab es im März 2005 1.255.800 Erwerbstätige, davon waren zum Juni 2006 1.029.310 sozialversicherungspflichtig beschäftigt.
Im Dezember 2007 betrug die Zahl der Arbeitslosen bezogen auf alle zivilen Erwerbspersonen 58.510, dies entspricht einer Arbeitslosenquote von 4,2 %.
57,6 % der sozialversicherungspflichtig Beschäftigten waren 2004 im Dienstleistungssektor tätig, auf den 50 Milliarden Euro der Bruttowertschöpfung entfielen. 32,7 Milliarden Euro entfielen auf das produzierende Gewerbe, in dem 41,8 % der Beschäftigten tätig waren.
Fast 24 % aller sozialversicherungspflichtig Beschäftigten arbeiten laut Eurostat, dem Statistischen Amt der Europäischen Union, in einer Hochtechnologiebranche, das ist so viel wie nirgends sonst in Europa. 7,1 % aller Beschäftigten sind Ingenieure. Die regionale Exportquote liegt bei 57,6 %. Industriebetriebe verdienen somit weit mehr als jeden zweiten Euro im Ausland, zum Vergleich: der Anteil der Exporte von den Unternehmen in Baden-Württemberg insgesamt liegt nur bei 48,1 %, in ganz Deutschland bei 40,1 %. Die Fahrzeug-, die Maschinenbau- sowie die Elektroindustrie sind dabei die Hauptexportbranchen.
Die Region Stuttgart beherbergt über 140.000 Unternehmen, ca. 36.000 davon haben hier ihren Hauptsitz.
2006 gab es 1.844 Betriebe im verarbeitenden Gewerbe (Industrie) mit mehr als 20 Mitarbeitern.
Die wichtigsten Branchen sind hierbei Automobilbau, Maschinenbau und Elektrotechnik, aber auch Finanzdienstleistungen, IT, Massenmedien und Verlage. Nicht nur Weltfirmen wie die Daimler AG, die Porsche Automobil Holding SE, die Robert Bosch GmbH, IBM oder Hewlett-Packard haben ihren Sitz in der Region Stuttgart, auch zahlreiche innovative mittelständische Unternehmen, vornehmlich aus der Maschinenbau- und Elektroindustrie, aber auch aus fast allen weiteren Branchen, wie zum Beispiel aus der Lebensmittelindustrie, der Baubranche oder dem Ingenieurdienstleistungsbereich sind vertreten. Viele der ansässigen mittelständischen Unternehmen sind in ihrem Produktbereich Weltmarktführer.
Auch aufgrund der großen Anzahl und Bandbreite an innovativen mittelständischen Unternehmen sowie des hohen Anteils an Beschäftigten in der Hochtechnologiebranche werden nirgendwo in Deutschland mehr Patente angemeldet als in der Region Stuttgart.

## Forschung
Von den gesamten F&E-Ausgaben deutscher Firmen wird mehr als jeder zehnte Euro von Unternehmen aus der Region Stuttgart investiert, was einer der Gründe für die Dauerrekorde bei den Patentanmeldungen ist. Es werden jährlich über 3600 Patente angemeldet. In der Region Stuttgart sind zwei Institute der Max-Planck-Gesellschaft, sechs der Fraunhofer-Gesellschaft, vier der industriellen Gemeinschaftsforschung, eine Großforschungseinrichtung, achtundachtzig Transferzentren der Steinbeis-Stiftung für Wirtschaftsförderung und unzählige Forschungseinrichtungen an den Universitäten und Fachhochschulen der Region ansässig.

## Bildungsraum
Jeden fünften Studienplatz Baden-Württembergs stellt eine Hochschule der Region Stuttgart zur Verfügung.
In der Region Stuttgart sind unter anderem die technisch geprägte Universität Stuttgart und die Universität Hohenheim mit ihren Schwerpunkten in Wirtschafts-, Agrar- und Naturwissenschaften angesiedelt. Darüber hinaus gibt es das international ausgerichtete Stuttgart Institute of Management and Technology (SIMT), das englischsprachige Studiengänge aus dem Bereich Wirtschaft anbietet. Zudem bieten in den Städten Stuttgart, Esslingen am Neckar, Göppingen, Ludwigsburg, Nürtingen und Geislingen an der Steige eine Pädagogische Hochschule und elf Fachhochschulen Studiengänge an. Die Internationale Schule Stuttgart lehrt den Nachwuchs ausländischer Fach- und Führungskräfte. Die Duale Hochschule Baden-Württemberg Stuttgart ging aus der 1974 gegründeten Berufsakademie Stuttgart hervor.

## Religion
Im Jahr 2020 bestanden in der Region Stuttgart 1418 christliche Gemeinden und Gemeinschaften aus 164 Konfessionen und Denominationen, davon:
- 957 protestantische Gemeinden, darunter 495 Gemeinden der Evangelischen Landeskirche, 439 Gemeinden evangelischer Freikirchen und 23 Gemeinden der Gemeinschaftsbewegung
- 259 römisch-katholische Gemeinden
- 45 orthodoxe Gemeinden
- 52 Gemeinden anderer Konfessionen

12 % der Gemeinden sind internationale Gemeinden, deren Mitglieder zumeist aus dem Ausland stammen und die ihre Gottesdienste in verschiedenen Sprachen feiern, darunter zahlreiche afrikanisch geprägte Gemeinden.

## Freizeit
Eine Auswahl der regionalen Sehenswürdigkeiten:
- Staatsgalerie Stuttgart (James Stirling entwarf den Erweiterungsbau)
- Kunstmuseum Stuttgart
- Staatliches Museum für Naturkunde Stuttgart
- Landesmuseum Württemberg im Alten Schloss
- Haus der Geschichte Baden-Württemberg
- Linden-Museum (Völkerkunde-Museum)
- Keltenmuseum Hochdorf
- Freilichtmuseum Beuren und Festung Hohenneuffen
- Festung Hohenasperg mit Museum Hohenasperg – ein deutsches Gefängnis
- Deutsches Literaturarchiv Marbach
- Museum Ritter in Waldenbuch (Kunst- und Schokoladenmuseum)
- Mercedes-Benz Museum im NeckarPark Stuttgart-Bad Cannstatt
- Porsche-Museum in Zuffenhausen
- Residenzschloss Ludwigsburg mit Blühendem Barock und barocker Altstadt
- Burg Lichtenberg bei Großbottwar
- Burg Reichenberg bei Oppenweiler
- Esslinger Altstadt
- Besigheimer Altstadt über Neckar und Enz
- Schorndorfer Altstadt
- Staatstheater Stuttgart (mehrmals mit dem Prädikat „deutschsprachige Oper des Jahres“ ausgezeichnet)
- Wilhelma (Deutschlands einziger und Europas größter Zoologisch-Botanischer Garten)
- Carl-Zeiss-Planetarium
- Cannstatter Mineralbäder Berg und Leuze (größtes Mineralwasservorkommen Westeuropas)
- Stuttgarter Fernsehturm (erster Fernsehturm seiner Art weltweit)
- SI-Centrum
- Hundertwasserhaus Plochingen Wohnen unterm Regenturm. Wohn- und Geschäftshaus in Plochingen gestaltet von Friedensreich Hundertwasser.

## Feste
- Cannstatter Volksfest (nach eigenen Angaben größtes mobiles Schaustellerfest der Welt)
- Trickfilmfestival Stuttgart (eines der größten und weltweit wichtigsten Festivals für den Animationsfilm)
- Stuttgarter Frühlingsfest
- Stuttgarter Weindorf
- Schäferlauf in Markgröningen (ältestes Volksfest in Württemberg)
- Stuttgarter Weihnachtsmarkt
- Vaihinger Maientag (eines der ältesten Kinder- und Heimatfeste Baden-Württembergs)
- Göppinger Maientag (seit über 350 Jahren)
- Nürtinger Maientag (seit über 400 Jahren nachgewiesen)
- Waiblinger Altstadtfest
- Fellbacher Herbst

## Trivia
- In der Region Stuttgart wurden neben dem Auto auch die Leitzordner, Bürokopierer, Perlonstrümpfe, die Zündkerze, die elektrische Handbohrmaschine (Fa. C. & E. Fein), Büstenhalter, Unimog, VW Käfer, Stechuhr und Kofferradio erfunden.
- Theodor Beltle, Kaufmann und Tüftler, hat 1925 in Stuttgart-Bad Cannstatt das Brauselimonadenpulver erfunden.